# Брястово (Добричская область)
Брястово (болг. Брястово) — село в Болгарии. Находится в Добричской области, входит в общину Балчик. Население составляет 4 человека.

## Политическая ситуация
В местном кметстве Гурково, в состав которого входит Брястово, должность кмета (старосты) исполняет Тодор Иванов Георгиев (Национальное движение «Симеон Второй» (НДСВ)) по результатам выборов.
Кмет (мэр) общины Балчик — Николай Добрев Ангелов (независимый) по результатам выборов.